# Batalla de Dijon
La batalla de Dijon de l'any 500 fou una de les batalles lluitades pels merovingis durant la formació del regne franc.

## Antecedents
Després de la caiguda de l'Imperi Romà d'Occident, els francs van crear el seu propi regne sota la dinastia merovíngia, i volien expulsar els visigots de la Gàl·lia pel seu arrianisme. Ajudat pel clergat catòlic i les poblacions gal·les dominades pels arrians visigots i burgundis, i induït per la seva dona Clotilde de Borgonya, que volia venjar el seu pare Khilperic II de Burgúndia, Clodoveu I va decidir-se a atacat el Regne de Burgúndia en 500.

## Batalla
Els dos exèrcits es van trobar entre Dijon i Langres, i la deserció de Godegisil i les tropes genoveses van salvar de la derrota a Clodoveu I a mans de Gundebald.

## Conseqüències
Gundebald abandonà Dijon i fugí al sud, perseguit per Clodoveu I i Godegisil deixant Lió i Viena del Delfinat a Clodoveu, i finalment el va esperar a Avinyó, on va ser encalçat, on va signar la pau a canvi de fer-se tributari i cedir Viena del Delfinat al seu germà. Però fou finalment derrotat i mort per Gondebald quan aquest va atacar la capital en 502.
Finalment els francs van subjugar les altres tribus germàniques i van crear un imperi sota la dinastia merovíngia.